# Kunaibidion panamensis
Kunaibidion panamensis är en skalbaggsart som beskrevs av Giesbert 1998. Kunaibidion panamensis ingår i släktet Kunaibidion och familjen långhorningar.
Artens utbredningsområde är Panama. Inga underarter finns listade i Catalogue of Life.